# Čierna hora (Góry Tokajsko-Slańskie)
Čierna hora (1073 m n.p.m.) – szczyt górski w Górach Tokajsko-Slańskich we wschodniej Słowacji, drugi co do wysokości szczyt tej grupy górskiej.

## Położenie
Masyw Čiernej hory leży w północnej części słowackich partii Gór Tokajsko-Slańskich, w ich głównym grzbiecie. Na południowym wschodzie ogranicza go przełęcz Červená mláka (855 m n.p.m.), zaś na północy siodełko ok. 905 m n.p.m. (pod szczytem Lysá, 956 m n.p.m.).

## Charakterystyka
Wierzchołek góry jest dość płaski i rozciągnięty w linii wschód-zachód. Najwyższy punkt leży ok. 400 m na zachód od linii wspomnianego grzbietu głównego. W kierunku południowo-zachodnim odchodzi od niego boczny grzbiet, opadający do doliny potoku Delňa w Sigordzie.
Masyw budują praktycznie w całości andezytowe wulkanity, pochodzące ze środkowego miocenu. Stoki masywu są w większości strome, lokalnie, mocno rozczłonkowane mniejszymi grzbietami i dolinkami, urozmaicone licznymi drobnymi formami skalnymi, rumowiskami i osypiskami. W partiach podszczytowych po zachodniej stronie wierzchołka, na wysokościach odpowiednio ok. 950 i 980 m n.p.m. dwa zespoły największych wychodni skalnych w formie baszt i ambon o wysokości sięgającej ok. 10 m, określanych wspólnie jako Zbojnícke skaly.
Masyw Čiernej hory jest w całości zalesiony, ograniczone widoki jedynie z kilku wychodni skalnych.

## Znaczenie turystyczne
Przez szczyt biegnie czerwono znakowany czerwony szlak turystyczny Ruská Nová Ves – Tri chotáre – Przełęcz Hanuszowska – Čierna hora – przełęcz Červená mláka – przełęcz Grimov laz – Makovica – Przełęcz Herlańska – Lazy – Przełęcz Slańska – Slanec. Na szczycie kończy się również krótki, żółto znakowany  szlak z Sigordu.